# Sermlingen

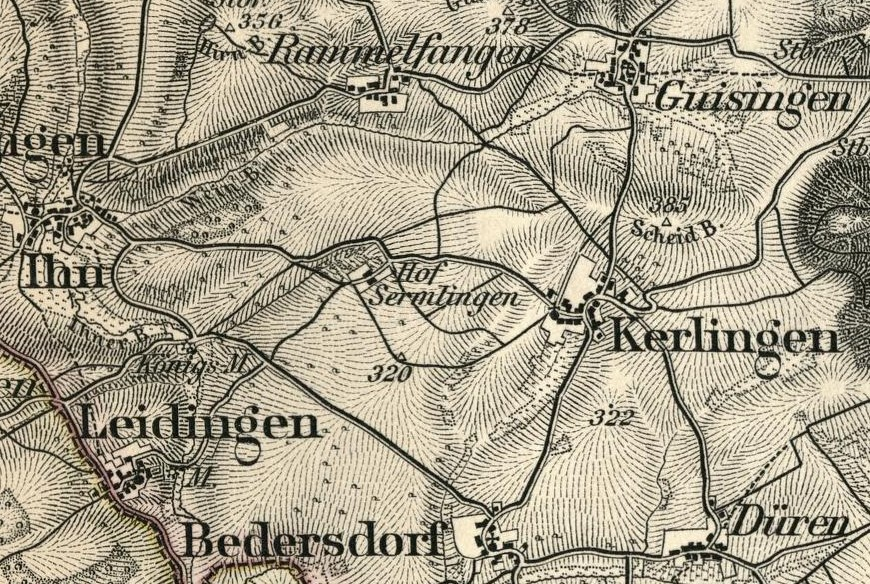
Sermlinger Hof auf der preußischen Generalstabskarte von 1893

Der Ort Sermlingen ist ein verschwundenes Dorf (Wüstung) auf dem Saargau, in der Nachbarschaft zu Kerlingen.
Sermlingen bestand nach archivalischen Quellen schon 1154 n. Chr. und wurde im Jahre 1635 im Zuge des Dreißigjährigen Krieges und dessen Folgen bis auf die Grundmauern zerstört. Dies geschah sowohl durch die kaiserlichen Truppen unter General Gallas, als auch durch französische Truppen, aber auch durchaus durch marodierende Söldnerscharen verschiedener Nationalitäten (u. a. Schweden, Kroaten, Ungarn). Seuchen wie die Pest und auch die Auswirkungen der Hexenverfolgung taten ihr Übriges zur Dezimierung der ausgehungerten Landbevölkerung.
Einzig ein Gebäudekomplex um ein ehemaliges Wirtschaftsgebäude, der Sermlinger Hof überstand die Zeit noch bis ins 20. Jahrhundert, fiel allerdings dem Kriegsgeschehen der Schlussphase des Zweiten Weltkriegs endgültig zum Opfer.
Von dem ehemaligen Ort sind heute nur noch vereinzelte Mauerreste übriggeblieben.